# إيريس أوهاياما (شركة)

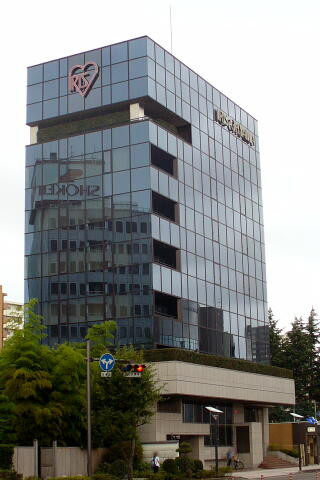
المقر الرئيسي لشركة إيريس أوهاياما

شركة إيريس أوهاياما (باليابانية:アイリスオーヤマ株式会社) (بالإنجليزية:Iris Ohyama Inc.) هي شركة يابانية متخصصة في صناعة البلاستيك، يقع مقرها الرئيسي في مدينة سينداي اليابانية.